# Howard Fowler
Howard Thomas Fowler ist ein US-amerikanischer ehemaliger Autorennfahrer.

## Karriere als Rennfahrer
Howard Fowler war in den 1950er- und 1960er-Jahren im US-amerikanischen Sportwagensport aktiv. Er engagierte sich in der SCCA National Sports Car Championship und gewann sechs Meisterschaftsrennen. Zu den Gesamterfolgen kamen neun Klassensiege. Zweimal startete er beim 12-Stunden-Rennen von Sebring. Nach einem 36. Gesamtrang 1955 beendete er das Rennen 1960 als Zweiter. Gemeinsam mit Bob Holbert und Roy Schechter fuhr der dabei einen Porsche 718. 

## Statistik

### Sebring-Ergebnisse
| Jahr | Team                     | Fahrzeug               | Teamkollege     | Teamkollege   | Platzierung | Ausfallgrund |
| ---- | ------------------------ | ---------------------- | --------------- | ------------- | ----------- | ------------ |
| 1955 | Hubert Brundage          | Porsche 356 1300 Coupe | Hubert Brundage | Al DuPree     | Rang 36     |              |
| 1960 | Brumos Porsche Car Corp. | Porsche 718 RS 60      | Bob Holbert     | Roy Schechter | Rang 2      |              |

### Einzelergebnisse in der Sportwagen-Weltmeisterschaft
| Saison | Team             | Rennwagen   | 1   | 2   | 3   | 4   | 5   | 6   |
| ------ | ---------------- | ----------- | --- | --- | --- | --- | --- | --- |
| 1955   | Herbert Brundage | Porsche 356 | BUA | SEB | MIM | LEM | RTT | TAR |
| 1955   | Herbert Brundage | Porsche 356 | 36  |     |     |     |     |     |
| 1960   | Brumos Porsche   | Porsche 718 | BUA | SEB | TAR | NÜR | LEM |     |
| 1960   | Brumos Porsche   | Porsche 718 | 2   |     |     |     |     |     |